# 韋爾布卡 (切切利尼克區)
48°12′50″N 29°17′5″E / 48.21389°N 29.28472°E
韋爾布卡（烏克蘭語：Вербка），是烏克蘭的村落，位於該國西南部文尼察州，由海辛區負責管轄，始建於1920年，面積5.6平方公里，2001年人口2,295，人口密度每平方公里409.82人。